# Arroyo Choápam
Arroyo Choápam är en ort i Mexiko.   Den ligger i kommunen San José Chiltepec och delstaten Oaxaca, i den sydöstra delen av landet, 400 km sydost om huvudstaden Mexico City. Arroyo Choápam ligger 53 meter över havet och antalet invånare är 1 576.
Terrängen runt Arroyo Choápam är platt åt nordost, men åt sydväst är den kuperad. Runt Arroyo Choápam är det ganska glesbefolkat, med 40 invånare per kvadratkilometer. Närmaste större samhälle är Tuxtepec, 13,5 km norr om Arroyo Choápam. Omgivningarna runt Arroyo Choápam är en mosaik av jordbruksmark och naturlig växtlighet.